# Phare d'Hoedekenskerke
Le phare d'Hoedekenskerke est un phare de port actif situé au village de Hoedekenskerke (commune de Borsele), province de Zélande aux Pays-Bas.
Il est géré par le Rijkswaterstaat , l'organisation nationale de l'eau des Pays-Bas.

## Histoire
Le phare a été construit en 1914 sur la digue de l'Escaut occidental. Il était sous la juridiction belge du canal de l'Escaut.
EDepuis 1997, le conseil de village de Hoedekenskerke gère ce phare, qui était précédemment placé sous la supervision du canal belge de l'Escaut. Durant un certain temps, ce feu de port ne fut plus utilisé comme balise lumineuse. En 2004, il a été remis à la Direction générale des travaux publics et de la gestion de l'eau, qui l'a de nouveau mis en service.
En 1998, il a été reconnu monument municipal par la municipalité de Borsele.

## Description
Ce phare est une tourelle carrée en maçonnerie, avec une terrasse et une balise de 5 m de haut. Le phare est peint en blanc. Son feu à occultations émet, à une hauteur focale de 8 m, un long éclat blanc, rouge et vert selon secteurs par période de 9 secondes. Sa portée est de 8 milles nautiques (environ 15 km) pour le feu blanc et 5 milles nautiques (environ 9 km) pour le feu rouge et 4 milles nautiques (environ 7.5 km) pour le feu vert.
Identifiant : ARLHS : NET-... ; NL-0168 Amirauté : B0268 - NGA : 114-9300 .

### Lien connexe
- Liste des phares des Pays-Bas